# Młodzieżowe Indywidualne Mistrzostwa Szwecji na Żużlu 1975
Młodzieżowe Indywidualne Mistrzostwa Szwecji na Żużlu 1975 – cykl turniejów żużlowych, mających wyłonić najlepszych szwedzkich żużlowców w kategorii do 21 lat, w sezonie 1975. Tytuł wywalczył Bo Jansson. 

## Finał
- Sztokholm, 18 września 1975

| Msc. | Zawodnik            | Klub        | Pkt   |  |  |
| ---- | ------------------- | ----------- | ----- |  |  |
| 1    | Bo Jansson          | Smederna    | 14    |  |  |
| 2    | Thord Löwdin        | Masarna     | 12    |  |  |
| 3    | Kent Eriksson       | Getingarna  | 11 +3 |  |  |
| 4    | Thomas Hydling      | Getingarna  | 11 +2 |  |  |
| 5    | Per Gudmundsson     | Jämtarna    | 10    |  |  |
| 6    | Jan Davidsson       | Piraterna   | 9     |  |  |
| 7    | Åke Fridell         | Jämtarna    | 9     |  |  |
| 8    | Stefan Johansson    | Bysarna     | 7     |  |  |
| 9    | Ingvar Pettersson   | Vargarna    | 7     |  |  |
| 10   | Roger Björkman      | Masarna     | 6     |  |  |
| 11   | Tommy Steen         | Lindarna    | 6     |  |  |
| 12   | Bengt Eriksson      | Vargarna    | 5     |  |  |
| 13   | Lillebror Johansson | Valsarna    | 5     |  |  |
| 14   | Bengt Gustavsson    | Lejonen     | 3     |  |  |
| 15   | Anders Nermark      | Solkatterna | 2     |  |  |
| 16   | Lars Ericsson       | Solkatterna | 0     |  |  |